# Угрешская (станция МЦК)
Угре́шская — остановочный пункт на Малом кольце МЖД, станция транспортного маршрута городского поезда — Московского центрального кольца. Находится в северо-восточной горловине одноимённой технической станции.
Открыта 10 сентября 2016 года вместе с открытием пассажирского движения поездов по МЦК. Названа по одноимённой станции и улице, а те, в свою очередь, по дороге в Николо-Угрешский монастырь (современный Волгоградский проспект, расстояние до самого монастыря — примерно 8 км).

## Расположение и пересадки
Располагается в северо-восточной горловине одноимённой грузовой станции у пересечения Третьего транспортного кольца и Волгоградского проспекта на территории района Печатники.
Имеется пересадка на трамваи и автобусы. В 900 м к северо-западу от платформы находится станция метро «Волгоградский проспект». Пассажиры метрополитена и МЦК могут пересаживаться между линиями с осуществлением билетного контроля, но без дополнительного списывания поездки в течение 90 минут с момента первого прохода, если пассажир сохранил и при пересадке приложил билет, использованный им ранее для входа. По причине значительной удалённости станций метрополитена и МЦК изначально бесплатная пересадка не была организована, ввиду чего при пересадке между этими станциями при проходе через турникет списывалась поездка. Однако в середине октября 2016 после многочисленных жалоб пассажиров она стала бесплатной, хотя официально была признана действующей только с 1 января 2017 года. Это самая длинная пересадка с МЦК на метро во всей существующей инфраструктуре, среднее время перехода (пешком) рассчитано как 12 минут.

## Пассажиропоток
Из 31 станции МЦК Угрешская занимает 28-е место по популярности. В 2017 году средний пассажиропоток по входу и выходу составил 4 тыс. чел. в день и 137 тыс. чел. в месяц.

## Наземный общественный транспорт
На этой станции можно пересесть на следующие маршруты городского пассажирского транспорта:
- Автобусы: м79, 736, с790, т38
- Трамваи: 43

## Галерея
| Выход с платформы | Эскалаторный наклон | Вход в кассовый зал из пешеходного путепровода |